# Puente de San Martín (Toledo)

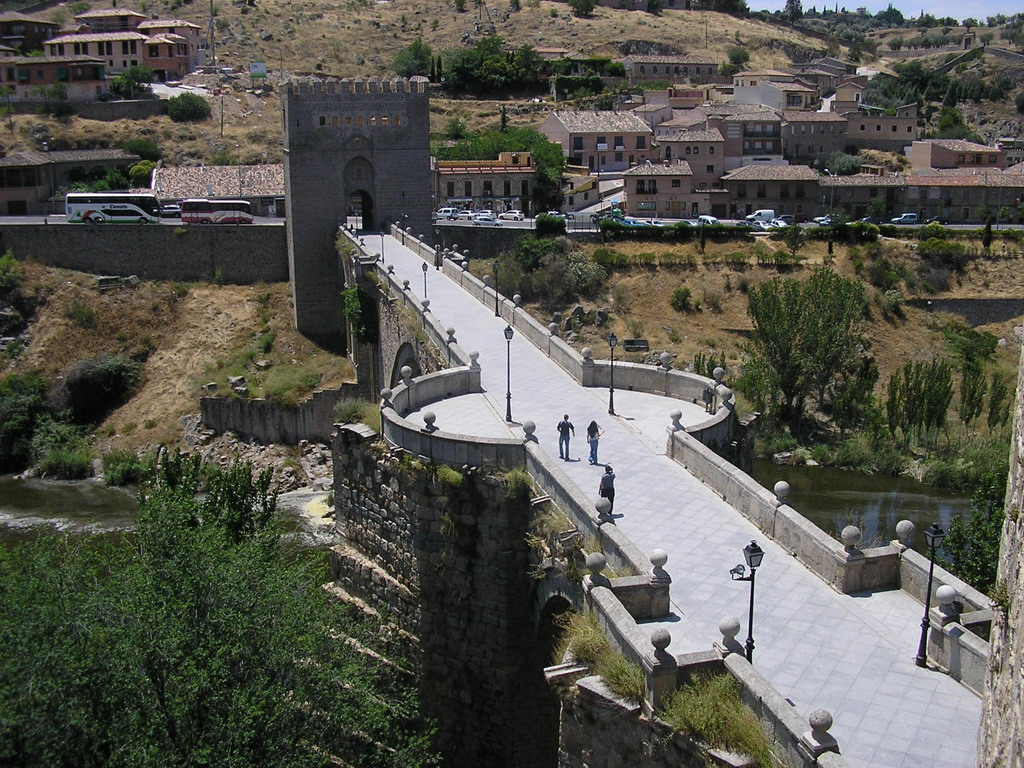
Puente de San Martín in Toledo

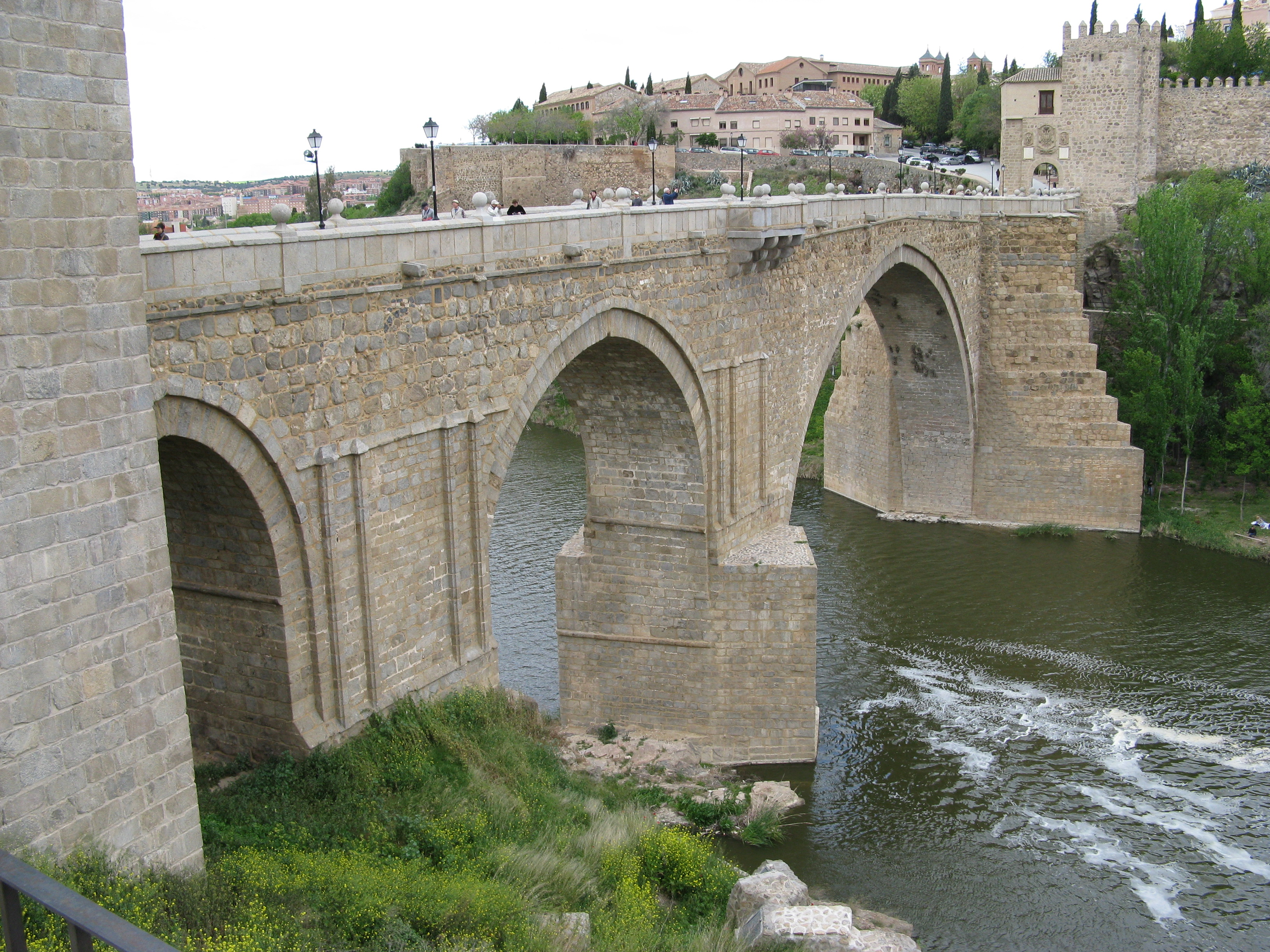
Puente de San Martin

Die Puente de San Martín (deutsch Sankt-Martin-Brücke) ist eine mittelalterliche Brücke über den Tajo in Toledo (Spanien). Die Brücke wurde im späten 14. Jahrhundert vom Erzbischof Pedro Tenorio als westlicher Zugang zu Toledo errichtet und diente als Ergänzung zur älteren, östlich gelegenen Puente de Alcántara. Beide Seiten der Brücke waren mit Türmen stark befestigt, von denen der neuere aus dem 16. Jahrhundert stammt.
Die Sankt-Martin-Brücke überspannt den Tajo in fünf Bögen, wobei der größte in der Mitte eine eindrucksvolle Spannweite von 40,0 m besitzt. Nur sehr wenige Bogenbrücken in der Welt hatten bis dahin diese Marke erreicht.

## Belege
1. ↑  Colin O’Connor: Roman Bridges, Cambridge University Press 1993, ISBN 0-521-39326-4, S. 188

Koordinaten: 39° 51′ 23,8″ N, 4° 2′ 3,2″ W